# БМАgroup
БМАgroup (бел. Беларуская музычная альтэрнатыва; с бел. — «Белорусская музыкальная альтернатива») — белорусский музыкальный лейбл, образованный в 1996 году. БМАgroup специализировалась на продвижении белорусской музыки. За время своего существования ей были изданы записи отечественных музыкантов: как молодых коллективов, так и мэтров современной и классической музыки. «БМАgroup» также являлась организатором белорусских концертов и фестивалей. Обладатель специального приза от «Музыкального журнала» на Рок-коронации-2001 за сборник «Hard Life Heavy Music I».

## История
Руководителем лейбла был Виталий Супранович. За 15 лет своего существования лейбл выпустил 154 компакт-диска и участвовал в выпуске на рынок примерно 100 партнёрских изданий. На своём официальном сайте он публиковал обзоры своих релизов, чарты и базы данных в формате mp3. Было подписано соглашение о совместном выпуске музыкальных релизов с лейблом Vigma. Последним альбомом, выпущенным на лейбле, стал альбом Крамы «Белая вада».

## Артисты каталога
Изданы альбомы белорусских групп: Глюкі, Мясцовы час, BLOG OF MAD!!!, DeadMarsh, Tav.Mauzer, Нейро Дюбель, PANaNieba, Partyzone, Sciana, Tarpach, Znich, Стары Ольса, Троица, :B:N:, Osimira и многих других артистов.
Лейбл издал серию белорусскоязычных сборников металла «Hard life — Heavy music» в трёх частях (2001, 2003, 2004), сборник «Hardcoreманія: чаду!» и ряд других компиляций, включая переиздание 2003 года «Народнага Альбома», «Альбома года» на Рок-коронации-1997.

## Оценки
Олег Климов, редактор «Музыкальной газеты», достаточно критически оценил каталог лейбла по состоянию на начало 2003 года.